# GAMBLE
『GAMBLE』（ギャンブル）は、前田亘輝5枚目のオリジナル・アルバム。1991年12月12日にSony Recordsから発売後、2007年6月20日にSony Music Associated Recordsから再発売。

## 概要
1年振りのアルバム。先行シングル「Merry Christmas To You」を収録。
2曲目「ルーレット」3曲目「いいから いいから」7曲目「明・暗」といった、「人生は勝ち負けで決めるギャンブル」を連想する内容を軸にして制作した。
本作はMDでも発売されている。

## 収録曲
- CDブックレットに記載されたクレジットを参照[4]。

| 全作詞: 前田亘輝、全編曲: M-Project。 |                              |           |               |      |
| #                                     | タイトル                     | 作詞      | 作曲          | 時間 |
| 1.                                    | 「愛・ing（あいしてる）」    | 前田亘輝  | 前田亘輝      | 4:51 |
| 2.                                    | 「ルーレット」               | 前田亘輝  | 片山圭司      | 4:41 |
| 3.                                    | 「いいから いいから」        | 前田亘輝  | UNI           | 3:33 |
| 4.                                    | 「もう歳だ」                 | 前田亘輝  | 多々納好夫    | 3:42 |
| 5.                                    | 「You Can't Steal My Heart」 | 前田亘輝  | 宮原学        | 4:01 |
| 6.                                    | 「泣けない君へのラブソング」 | 前田亘輝  | 片山圭司      | 4:49 |
| 7.                                    | 「明・暗」                   | 前田亘輝  | 前田亘輝、UNI | 3:45 |
| 8.                                    | 「Working Boy」              | 前田亘輝  | 多々納好夫    | 3:39 |
| 9.                                    | 「SUPER STAR」               | 前田亘輝  | 多々納好夫    | 3:44 |
| 10.                                   | 「Merry Christmas To You」   | 前田亘輝  | UNI           | 5:11 |
| 合計時間:                             | 合計時間:                    | 合計時間: | 41:56         |      |

## スタッフ・クレジット
- CDブックレットに記載されたクレジットを参照[5]。

### 参加ミュージシャン
- 岡本郭男 - ドラム
- 樋口宗孝 (LOUDNESS) - ドラム
- 大堀薫 - ベース
- 倉田冬樹 - ギター、ディレクター
- 鈴木英俊 - ギター
- 松川敏也 (BLIZARD) - ギター
- 春畑道哉 (TUBE)  - ギター
- 小野塚晃 - キーボード
- 伊藤一義 - コーラス
- 大黒摩季 - コーラス
- 坪倉唯子 (B.B.クィーンズ) - コーラス
- 牧穂エミ - コーラス
- 山本千絵 - コーラス

### 録音スタッフ
- 長戸大幸 – プロデューサー
- 小松久 - ディレクター
- 中島正雄 - ディレクター
- Chie Yamamoto - アシスタント・ディレクター
- Koji Okuda - アシスタント・ディレクター
- Fumikazu Takenaka - アシスタント・ディレクター
- Makoto Kondoh - エンジニア
- 野村昌之 - エンジニア
- Masayuki Aihara - エンジニア
- 市川孝之 – エンジニア
- 蓬田尚紀 – エンジニア
- Ichiko Furukawa - アシスタント・エンジニア
- Yoshiaki Kawakami - アシスタント・エンジニア
- Mari Mitsuhashi - アシスタント・エンジニア
- 笠井鉄平 – マスタリング・エンジニア

### 美術スタッフ
- 泉沢光雄 – アート・ディレクション、デザイン
- 山内順仁 – 写真撮影
- 十川ヒロコ – 衣装
- Kunihiko Meguro - ヘアー、メイク・アップ

### その他スタッフ
- 津田敏忠 - マネージャー
- N.Kobayashi (Toho Idai) - スペシャル・サンクス
- TSU Co.,Ltd. - スペシャル・サンクス
- Office Be - スペシャル・サンクス
- 橋爪健康 – エグゼクティブ・プロデューサー
- 菅原潤一 – エグゼクティブ・プロデューサー

## リリース日一覧
| No. | リリース日     | レーベル                       | 規格         | カタログ番号 | 備考                   |
| --- | -------------- | ------------------------------ | ------------ | ------------ | ---------------------- |
| 1   | 1991年12月12日 | Sony Records                   | MD           | SRYL-7063    |                        |
| 2   | 1991年12月12日 | Sony Records                   | CD           | SRCL-2269    |                        |
| 3   | 2007年6月20日  | Sony Music Associated Records  | CD           | AICL-1866    |                        |
| 4   | 2012年11月7日  | ソニー・ミュージックレーベルズ | ロスレスFLAC | -            | デジタル・ダウンロード |
| 5   | 2012年12月20日 | ソニー・ミュージックレーベルズ | AAC-LC       | -            | デジタル・ダウンロード |